# میناتو، اوساکا

بخش میناتو (به ژاپنی: 港区 Minato-ku) یکی از مناطق ۲۴ گانه اوساکا در ژاپن است.